# パトリキ・ジ・パウラ・カヘイロ
パトリキ・ジ・パウラ（Patrick de Paula）ことパトリキ・ジ・パウラ・カヘイロ（ポルトガル語: Patrick de Paula Carreiro、1999年9月8日 - ）は、ブラジルのサッカー選手。ボタフォゴFR所属。ポジションはミッドフィールダー。

## クラブ歴
リオデジャネイロ生まれ。地元のアマチュアサッカー大会での活躍から、2017年にSEパルメイラスの下部組織に加入。2019年1月6日に同年末まで契約延長したが、5月には2022年まで契約延長した。11月28日にトップチームへの昇格が発表され、翌年1月26日にカンピオナート・パウリスタで同じくユース出身のガブリエウ・メニーノに代わって投入され選手初出場を記録した。